# 鈴木健介 (俳優)
鈴木 健介（すずき けんすけ、1970年4月22日 - ）は、日本の俳優。マレーシア出身で、大阪府育ち。
大阪府立茨木西高等学校卒業、大阪芸術大学出身。

## 人物像
- 父親がマレーシアに転勤していたため、同国で生まれた。
- 高等学校時代はサッカー部に在籍しており、同級生にナインティナインの岡村隆史、1学年後輩に矢部浩之、1学年先輩に矢部の兄矢部美幸がいる。そのため、「ナインティナインのオールナイトニッポン」ではしばしば名前を聞くことがある。
- 岡村とは親友でお互い東京在住ということもあり、今でも仕事の合間を見つけては頻繁に会っている。岡村の婚姻届の証人も務めた[1]。
- 主に舞台で活躍しており、2003年に自ら立ち上げた劇団「リンムーメン!!」では脚本も担当している。

## 出演

### テレビドラマ
- 3番テーブルの客（1996年、フジテレビ）
- 天うらら（NHK・連続テレビ小説）
- 逃亡（NHK・金曜時代劇） - 熊五郎 役
- 女タクシードライバーの事件日誌2（2004年、TBS）
- 検事・霞夕子（日本テレビ・火曜サスペンス劇場）
- 警察署長・たそがれ正治郎（テレビ東京・水曜ミステリー9）
- 炎の警備隊長・五十嵐杜夫（朝日放送・土曜ワイド劇場）
- 未解決事件 (NHKスペシャル)（2013年） - 横地栄次
- 隕石家族（2020年、フジテレビ） - 弁護士
- 結びの糸・原田茂〜洋装への扉を開いた火の国の女〜（2021年10月31日、テレビ熊本制作） - 原田清勝 役[2]

### 映画
- 岸和田少年愚連隊（1996年）

### Vシネマ
- 修羅のみち6 血染めの海峡

### 舞台
- 『ガラスの動物園』（1993年）
- 『ロミオとジュリエット』（1996年）
- 『カナリヤ』（1997年）
- 『ハッピー兄弟』（1997年）方南ぐみ
- 『愛でなく、恋でなし』（1997年）
- 『夜明け前』（1997年）
- 『ファンタスティックス』（1998年）
- 『めいっぱいに夢いっぱい』（1999年）
- 『およしなさいッ！』（1999年）方南ぐみ
- 『雪国』（2001年）地人会
- 『あたっくNo.1』（2001年）方南ぐみ
- 『銀河英雄伝説 初陣 もうひとつの敵』（2013年）
- 『義風堂々!!』（2017年）
- 『帰ってこい! 伊賀の花嫁 その六 そうだ! We're Alive編』（2024年）方南ぐみ[3]
- 『幕が上がる』（2024年）[4]